# Fényeslitke
Fényeslitke là một thị trấn thuộc hạt Szabolcs-Szatmár-Bereg, Hungary. Thị trấn này có diện tích 25,15 km², dân số năm 2010 là 2378 người, mật độ 95 người/km².